# Pantolytomyia flocculosa
Pantolytomyia flocculosa är en stekelart som beskrevs av Naumann 1988. Pantolytomyia flocculosa ingår i släktet Pantolytomyia och familjen hyllhornsteklar. Inga underarter finns listade i Catalogue of Life.